# Ramona da Cruz Lopes
Ramona da Cruz Lopes (1978) is een Nederlands actrice. Ze werd onder het grote publiek bekend als haar rol van Josien in Unit 13, die ze vertolkte van 1996 tot 1998. Ramona speelde in deze politieserie de dochter van de officier van justitie, Adrienne Rieding, gespeeld door Yvonne van den Hurk. Hierna speelde ze nog rollen in de televisiefilms Zoenzucht (2000) en Strike! (2001).
De Cruz Lopes doorliep het Grafisch Lyceum Rotterdam en volgde later een studie communicatie bij InHolland. Hierna ging ze werken bij het reclamebureau YoungWorks. Momenteel werkt ze als styliste voor onder andere JAN Magazine, Marie Claire, Mama magazine, Libelle en Flair.